# Euclides da Cunha Paulista
Euclides da Cunha Paulista este un oraș în São Paulo (SP), Brazilia.